# Таллапраджада Субба Роу
Таллапраджада Субба Роу (на телугу తల్లాప్రగడ సుబ్బారావు) (англ. Tallapragada Subba Row; 6 юли 1856 – 24 юни 1890) – е индуски теософ, член на Теософското Общество, юрист.
„Той обладавал всестранна ерудиция и знания по езотеричната философия и практика и е бил един от най-блестящите индуски членове на Теософското Общество в неговите първи години“.
Основателите на Теософското Общество Елена Блаватска и Хенри Олкът издавали списанието Theosophist, в което се публикували статии за окултизъм, различни религии и философски школи. Субба Роу започнал препеписка с тях и предложил за публикация няколко ценни статии, имащи отношение към индуската религия и философия. На 25 април 1882 година се присъединява към Теософското Общество.
„Ние не знаем по-голям авторитет в Индия, в областта на езотеричната страна на философията адвайта“ – писала за него по-късно Блаватска. Неговото дълбоко познание на древните свещени писания на Индия и техният окултен смисъл било такова, че той бил избран от Махатмите да помогне на Блаватска в нейната работа над „Тайната доктрина“. Обаче, като се запознал с първия вариант на ръкописа, Субба Роу намерил многословен и хаотичен текст и се отказал от по-нататъшно участие в написването на книгата. Главната причина за неговия отказ било това, че той мислел, че светът още не е готов за разкриването на тайните на древната мъдрост. В 1886 година, след като четиридесет и пет видни членове на американската секция на Теософското общество, оглавявана от Уилям Джадж, се обърнали към Блаватска с предложение да издадат „Тайната доктрина“, Субба Роу напуска Обществото.